# Huacaybamba
Huacaybamba es una ciudad peruana capital del distrito y de la provincia homónimos ubicada en el departamento de Huánuco.
sus distritos:
CANCHABAMBA, Un distrito mas lejano que pertenece ala provincia, con sus  costumbres y culturas hermosos, medio de comunicación "SOLO AMORES CANCHABAMBA"
PINRA
COCHABAMBA
HUACAYBAMBA

## Geografía

### Ubicación
Se ubica en la parte alta de los contrafuertes de la margen derecha del río Marañón en las coordenadas 9°02′17.74″S 76°57′11.62″O / -9.0382611, -76.9532278 y a una altitud de 3168 m s. n. m.

### Clima
| Parámetros climáticos promedio de Huacaybamba | Parámetros climáticos promedio de Huacaybamba | Parámetros climáticos promedio de Huacaybamba | Parámetros climáticos promedio de Huacaybamba | Parámetros climáticos promedio de Huacaybamba | Parámetros climáticos promedio de Huacaybamba | Parámetros climáticos promedio de Huacaybamba | Parámetros climáticos promedio de Huacaybamba | Parámetros climáticos promedio de Huacaybamba | Parámetros climáticos promedio de Huacaybamba | Parámetros climáticos promedio de Huacaybamba | Parámetros climáticos promedio de Huacaybamba | Parámetros climáticos promedio de Huacaybamba | Parámetros climáticos promedio de Huacaybamba |
| Mes                                           | Ene.                                          | Feb.                                          | Mar.                                          | Abr.                                          | May.                                          | Jun.                                          | Jul.                                          | Ago.                                          | Sep.                                          | Oct.                                          | Nov.                                          | Dic.                                          | Anual                                         |
| --------------------------------------------- | --------------------------------------------- | --------------------------------------------- | --------------------------------------------- | --------------------------------------------- | --------------------------------------------- | --------------------------------------------- | --------------------------------------------- | --------------------------------------------- | --------------------------------------------- | --------------------------------------------- | --------------------------------------------- | --------------------------------------------- | --------------------------------------------- |
| Temp. máx. media (°C)                         | 20                                            | 19.3                                          | 19.4                                          | 20.2                                          | 20.3                                          | 21.4                                          | 21.7                                          | 22.1                                          | 22.1                                          | 21.5                                          | 21.3                                          | 21.1                                          | 20.9                                          |
| Temp. media (°C)                              | 13.4                                          | 13.2                                          | 13.1                                          | 13.3                                          | 12.5                                          | 12.2                                          | 12                                            | 12.5                                          | 13.4                                          | 13.7                                          | 13.8                                          | 13.8                                          | 13.1                                          |
| Temp. mín. media (°C)                         | 6.9                                           | 7.1                                           | 6.8                                           | 6.4                                           | 4.8                                           | 3.1                                           | 2.4                                           | 3                                             | 4.7                                           | 6                                             | 6.4                                           | 6.5                                           | 5.3                                           |
| Fuente: climate-data.org                      |                                               |                                               |                                               |                                               |                                               |                                               |                                               |                                               |                                               |                                               |                                               |                                               |                                               |

## Enlace vial
Aunque se ubica en Huánuco, está más interconectado con la región Ancash, cuya capital Huaraz es escala desde Lima para llegar a Huacaybamba. En la actualidad cuenta con vías adecuadas para enlazarse con la ciudad de Huánuco y algunas localidades del departamento.